# 萊金鎮區 (明尼蘇達州莫里森縣)
萊金鎮區（英語：Lakin Township）是位於美國明尼蘇達州莫里森縣的一個行政鎮區。

## 歷史
萊金鎮區於1903年設立，得名自縣政府專員弗雷德·H·萊金（Fred H. Lakin）。

## 地方資料
萊金鎮區的面積為92.91平方千米，皆為陸地。根據2020年美國人口普查的數據，當地共有人口464人，而人口密度為每平方千米4.99人。